# اندیس آنومالی قلعه سیلوار
آنومالی قلعه سیلوار یک اندیس فلزی است که در حوالی شهر همدان استان همدان قرار دارد و مادهٔ معدنی موجود در آن، طلا است.سنگ میزبان این اندیس گرانیت الوند است  